# Burgstall Schlösslesbuck

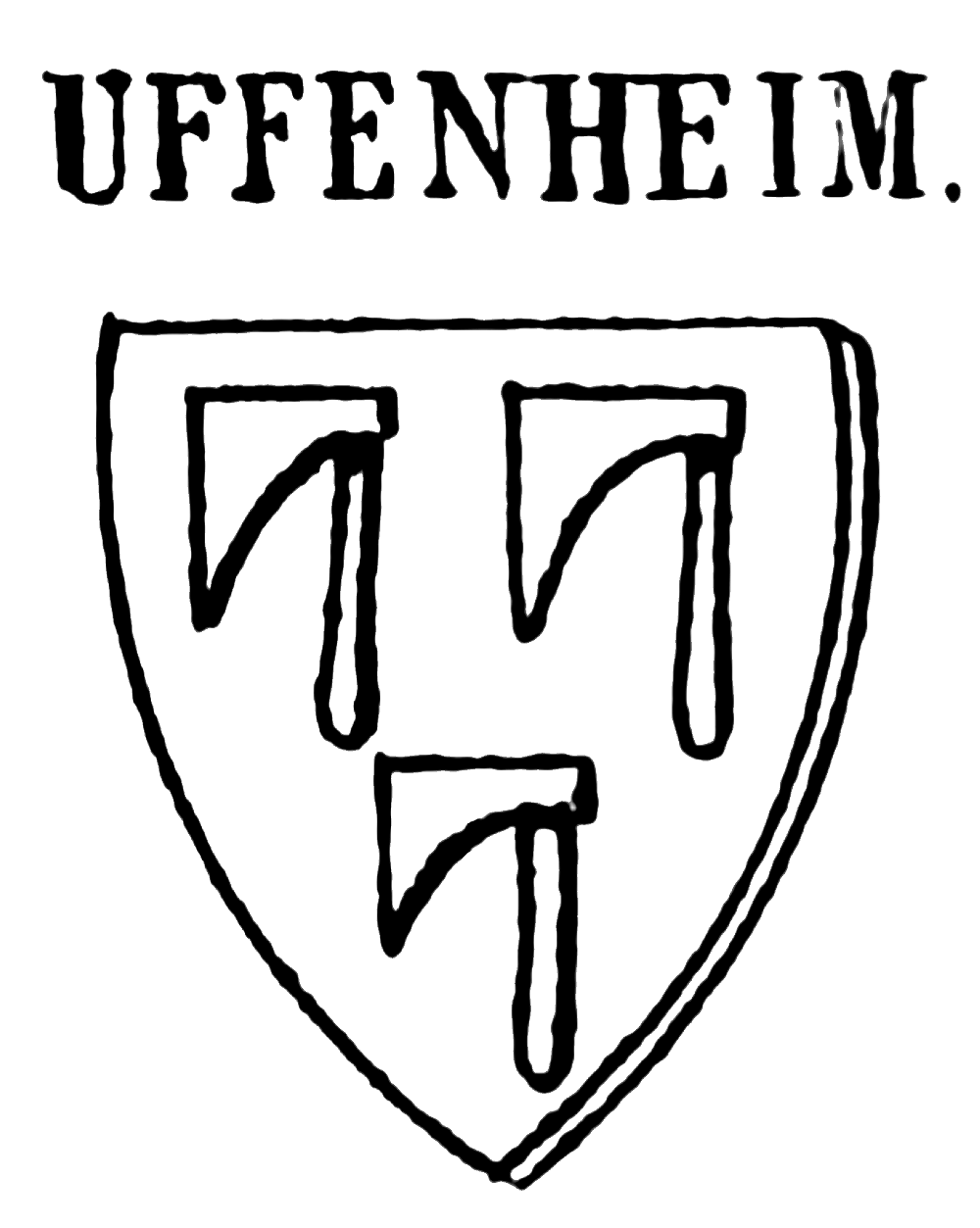
Wappen derer von Uffenheim in Siebmachers Wappenbüchern

Der Burgstall Schlösslesbuck ist eine abgegangene frühmittelalterliche Niederungsburg auf dem „Schlösslesbuck“ bei Uffenheim im mittelfränkischen Landkreis Neustadt an der Aisch-Bad Windsheim in Bayern.

## Geografische Lage
Die Burganlage liegt östlich von Uffenheim im Wald südöstlich der Gollachbrücke nahe der „Oberen Mühle“, im „Uttenhöfer Hölzlein“, östlich des Hessbachs.

## Beschreibung
Die Niederungsburg lag diagonal zu den Himmelsrichtungen. Geländemerkmale deuten darauf hin, dass der Zugang zur Anlage von Nord-Osten her erfolgte. Die rechteckige Anlage mass etwa 30 × 40 Meter und war darüber hinaus durch einen umlaufenden etwa acht Meter breiten Graben und Wallgürtel geschützt der teilweise bis zu fünf Meter tief war. Das Geländerelief deutet auf einen etwa 9 × 9 Meter, quadratischer Bergfried im Norden der Anlage hin. Auf einer Karte die in der ersten Hälfte des 19. Jahrhunderts entstand, war die Burganlage noch verzeichnet.

## Geschichte
Wahrscheinlich diente die Burg im 12. und 13. Jahrhundert als Sitz der Herren von Uffenheim, die ab 1103 urkundlich nachweisbar sind. Die Herren von Uffenheim waren mit den Herren von Burleswagen, Buchenbach und somit auch mit den Herren von Stetten blutsverwandt. Denkbar ist aber auch, dass sie als Sitz der Herren von Uttenhofen diente. Ein Heinrich von Utenhoven ist ab 1245 in Eichstätter Urkunden als Zeuge genannt. Ihn in Uttenhofen bei Uffenheim zu lokalisieren ist insofern nicht von der Hand zu weisen, da wir Ludwig von Uffenheim bereits 1261 als Kanoniker in Eichstätt finden.

## Erhaltungszustand
Von der ehemaligen Hauptburg sind heute noch umfangreiche Gräben erhalten die jedoch nur anhand eines Geländereliefs erkennbar sind, da sie größtenteils überwaldet sind. Von der vermuteten Vorburg im Süden der Anlage mit Gräben und Wällen, ist jedoch doch heute nichts mehr erhalten geblieben.